# Чоймболын Шагдарсурэн
Чоймболын Шагдарсурэн (монг. Чоймболын Шагдарсүрэн; 1910, аймак Булган — 2 февраля 1939, Монголия) — монгольский военный, лётчик, полковник Монгольской народной армии. Один из первых пилотов Монгольской Народной Республики. Герой Монгольской Народной Республики (посмертно 1965). Почётный лётчик Монголии (1936).

## Биография
В 1927 году стал авиамотористом, в 1928—1930 годах учился в авиашколе в Оренбурге, СССР, стал летчиком.
В 1930—1939 годах — командир эскадрильи, авиабригады, дивизии, полковник Монгольской народной армии.
В 1935—1936 годах участвовал в качестве лётчика авиационного отряда Народной армии на восточной границе МНР в конфликтах с Японией и Маньчжурией.
В 1938 году во время репрессий в МНР был ложно обвинён, репрессирован и казнён. Чтобы скрыть историческую правду, был создан миф о том, что Герой МНР Чоймболын Шагдарсурэн погиб в неравном бою во время боёв на Халхин-Голе.
За проявленный героизм и мужество в конфликте с японцами решением Президиума Великого Народного хурала  посмертно в 1965 году был удостоен звания Герой Монгольской Народной Республики.

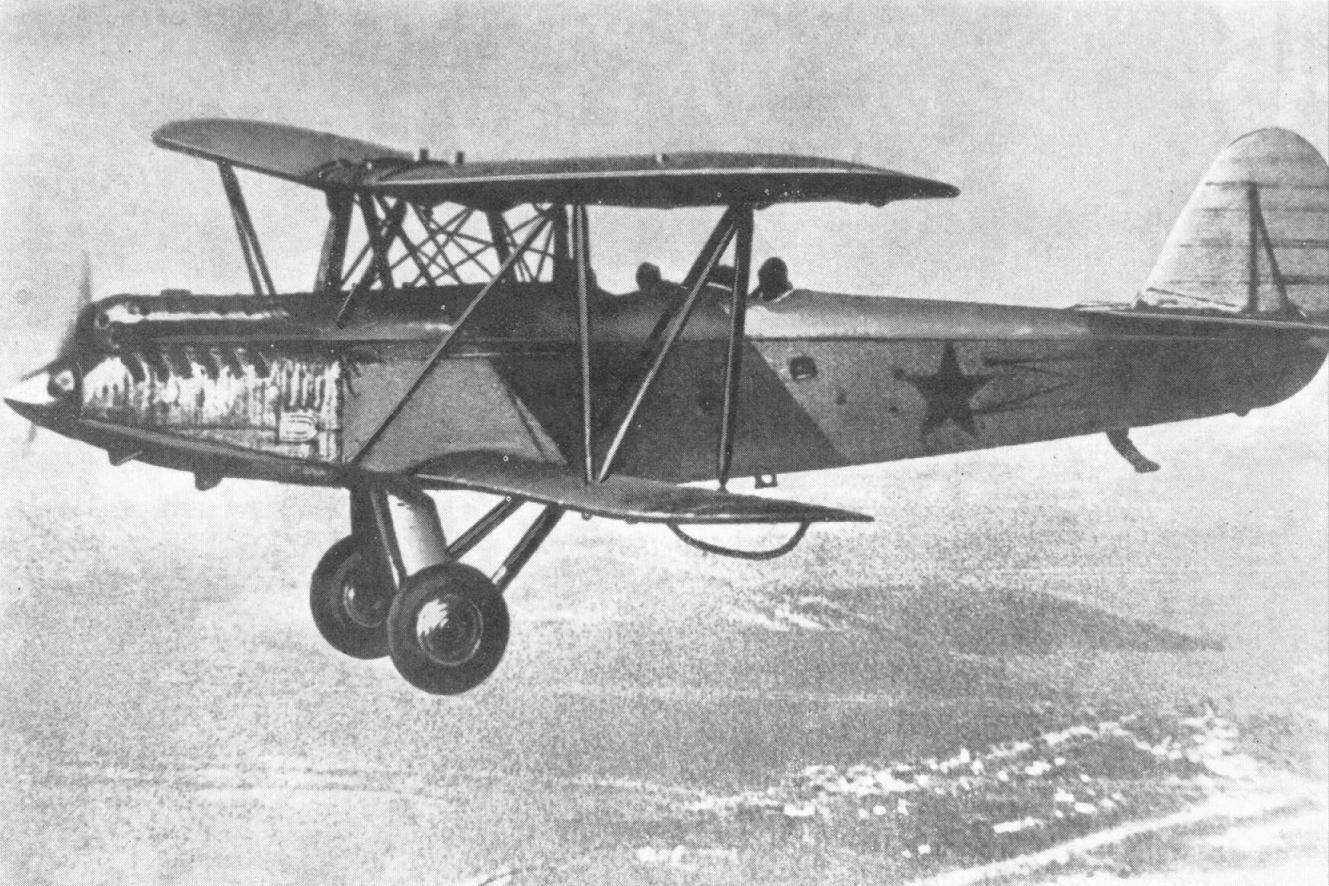
Бомбардировщик Поликарпова Р-5

Летал на самолёте-разведчике и лёгком бомбардировщике Поликарпова Р-5
Реабилитирован в 1965 г.